# Cubocephalus longicauda
Cubocephalus longicauda là một loài tò vò trong họ Ichneumonidae.